# Henri Salingardes
Henri Salingardes, né le 27 mars 1872 à Villefranche-de-Rouergue (Aveyron) et mort le 2 mai 1947 à Cordes-sur-Ciel (Tarn,), est un sculpteur français d'art brut.

## Biographie
Henri Salingardes est un fils de restaurateurs de Villefranche-de-Rouergue qui a d'abord appris le métier de la coiffure qu'il exerce  dans sa ville natale, puis à Paris jusqu'en 1903. À cette date, il décide de s'établir à Cordes dans le département du Tarn où il  commence par se faire brocanteur-antiquaire en prospectant chez les antiquaires pour y trouver des objets rares ou curieux. Son activité est interrompue par la Première Guerre mondiale où il est incorporé dans l'armée comme brancardier. Puis il revient dans le Tarn et reprend ses recherches qui vont du vieux bahut aux objets d'étain. 
À partir de 1923, il achète un vieil hôtel dans les hauts de Cordes, une curieuse maison dominant la ville et débouchant sur un jardin. Il y ouvre une auberge : « l'Hostellerie du vieux Cordes ». Il est alors marié et père de deux enfants. Dès lors, il mène de front deux activités prospères : l'auberge où il est secondé par sa femme, et la brocante. Le bâtiment de l'auberge, assez curieux en tant que tel, devient un restaurant de renom, mais aussi une sorte de musée où Henri accumule des meubles et objets de toutes sortes. Il en collectionne beaucoup plus qu'il n'en vend. 
Vers 1936, ses proches constate chez lui un comportement bizarre. Il s'isole dans un coin de son jardin sans dire ce qu'il y fait. Henri Salingardes n'est pourtant pas psychopathe. En réalité, dans le petit patio qu'il s'est aménagé pour s'isoler, il gâche du ciment et de la glaise et refuse qu'on l'approche. Ce n'est que lorsqu'il montre le résultat de son isolement que son entourage est soulagé. Henri Salingarde modèle des médaillons représentant des animaux, des personnages, des figures imaginaires, agrémentés de touches de couleurs, de petits cailloux, de morceaux de verroterie, de bouts de peau de lapin. Salingardes en dispose aux branches de la vieille glycine de sa terrasse, aux murs de son patio. 
Sa production, qui s'échelonne sur environ sept ans, est abondante. Mais elle cesse dramatiquement en 1943, lorsque de retour de Toulouse, en descendant du train au moment où le train démarrait, il tombe sous le convoi et une roue lui écrase la jambe. Amputé, démoralisé, Henri Salingardes qui a alors 71 ans supporte mal son infirmité. Il cesse ses travaux et meurt quatre ans plus tard. Sa veuve et ses enfants ont maintenu le renom de « l'Hostellerie du vieux Cordes » qui faisait partie des adresses connues des gastronomes.

## Œuvre
La plupart des figurines ont un caractère qualifié de « barbare » par Jean Dubuffet qui leur trouve cependant un certain un raffinement et une certaine minutie. Il y a de l'exubérance dans L'oiseau à tête d'homme, ou le Personnage chevelu. Certains de ses ouvrages sont formés d'un bouquet de feuilles obtenu en versant le ciment sur une vraie feuille, puis, encastrant ensuite le produit dans l'empreinte d'une autre feuille, il découpe au poinçon en intervenant çà et là selon sa fantaisie. Il exécute assez peu de figures féminines. La seule remarquable est une fille à la chevelure abondante intitulée Femme de profil
Michel Thévoz considère que le matériau utilisé, parfois difficile à « lire », est « une matière brute, libérée de son asservissement figuratif ou signalétique, matière prodigieusement riche pour avoir réveillé toutes les virtualités de son originelle sauvagerie ».
Henri Salingardes fait partie des artistes exposés au musée des arts décoratifs de Paris en 1967. Parmi ses œuvres principales on trouve : L'homme oiseau, forme ronde de 21,5 cm de diamètre, non datée (entre 1936 et 1947), Jeune fille de profil 26 × 24 cm, Personnage chevelu losange 32 × 22 cm, Homme au cou d'un cheval, forme octogonale 21,5 × 22 cm, Homme au chapeau paré d'une plume, forme de feuilles jumelées 24 × 36 cm, Personnage en marche  feuille ronde 28,5 × 23 cm, Double visage forme ronde, 12,5 × 12 cm, Oiseau becquetant un ver, forme ovale 20,5 × 27,5 cm, Personnage à barbiche coiffé d'un chapeau, forme irrégulière, 27,5 × 23 cm, Personnage à stature de lion héraldique, hauteur 36 cm. Petit fronton forme semi-circulaire, 22 × 43,5 cm,  Profil d'homme, forme de feuille, 25,5 × 20 cm. Aucune de ces œuvres n'étant datées, elles sont toutes répertoriées sur la période d'activité de l'artiste de 1936 à 1943.